# سرفراز غزنی
سرفراز غزنی (۲۰ آذر ۱۳۰۶ – ۹ امرداد ۱۳۹۶) معمار، اخترشناس و استاد دانشکده هنرهای زیبای دانشگاه تهران بود. او همچنین بنیان‌گذار نخستین آموزشگاه مکاتبهٔ اخترشناسی ایران بود. او طراح و معمار بلوار کشاورز (الیزابت سابق) در تهران است. انجمن نجوم آماتوری ایران در مراسم نکوداشتی که برای او و به جهتِ تقدیر از ۷۰ سال تلاشش در گسترشِ دانش، به‌ویژه دانش ستاره‌شناسی، در سال ۱۳۹۲ برگزار کرد او را «پدربزرگ نجوم آماتوری ایران» نامید.

## زندگی‌نامه
سرفراز غزنی در ۲۰ آذر ۱۳۰۶ در قره‌خان، مرودشت زاده شد. او در سال ۱۳۳۱ لیسانس معماری خود را از دانشگاه شفیلد انگلستان اخذ کرد و سپس با مدرک فوق لیسانس در رشتهٔ مهندسی راه و ساختمان از دانشگاه ریدینگ لندن فارغ‌التحصیل شد. او همچنین دارای مدرک دکترای ساختمان‌های فلزی بود. او که در انگلستان در دوره‌های آزاد فیزیک نجومی نیز شرکت کرده بود، در انجمن‌های نجومی مختلفی در انگلستان، بلژیک و فرانسه عضویت داشت و همزمان در زمینهٔ روزنامه‌نگاری نیز فعالیت می‌کرد. غزنی در ایران با نشریاتی نظیر باختر امروز، اطلاعات، ایران، دانستنیها و دانشمند همکاری داشت و مدتی نیز سردبیر مجلهٔ مهتاب بود.
او در سال‌های نخست پس از انقلاب ۱۳۵۷ آموزشگاه مکاتب‌های اخترشناسی را راه‌اندازی کرد. علاوه بر این، سابقهٔ تدریس در دانشکدهٔ معماری دانشگاه شهید بهشتی و نیز دانشکده هنرهای زیبای دانشگاه تهران نیز داشت.
سرفراز غزنی در  ۹ امرداد ۱۳۹۶ در ترکیه جان سپرد و در همانجا به خاک سپرده شد.

## فعالیت‌ها
غزنی در سال ۱۳۳۶ به‌واسطهٔ آشنایی و همکاری با شرکت آلمانی مهندسان مشاور ککس، به‌عنوان طراح و سازنده کار بر روی بلوار نهر کرج را آغاز کرد. کار ساخت این بلوار نهایتاً پس از دو سال در سال ۱۳۳۸ به پایان رسید. این بلوار در سال ۱۳۹۴ در فهرست آثار ملی ایران به ثبت رسید. غزنی پیش از مرگ درخواست داده بود تابلوی شناسنامهٔ بلوار کشاورز در این بلوار نصب شود. در بهمن ۱۳۹۶ و پس از مرگ او، این درخواست اجرا شد و شناسنامهٔ بلوار توسط سازمان زیباسازی شهرداری تهران در ضلع غربی میدان ولیعصر و در ابتدای بلوار نصب شد.

## آثار
- زندگی‌نامه عبدالرحمن صوفی رازی (سازمان پژوهش‌های علمی و صنعتی ایران، ۱۳۶۲)[۱۰]
- نگارنامه تاریخی و زندگی‌نامه دانشمندان ریاضی و نجوم ایران در دوره اسلام (سازمان پژوهش‌های علمی و صنعتی ایران، ۱۳۶۱)[۱۱]
- اسطرلاب یا شمارشگر نجومی (نشریه شماره ۱۶ وزارت علوم و آموزش عالی)
- بررسی مبانی ریاضی اسطرلاب (وزارت علوم و آموزش عالی، ۲۵۳۶)
- ابزار و آلات رصدخانه مراغه (ترجمه تألیف و تحقیق، سازمان میراث فرهنگی کشور، ۱۳۷۶)[۱۲][۱۳]
- الحِیَل (ترجمه و نگارش) [دربَردارِ ۱۰۰ کار ابتکاری یک دانشمند ایرانی در علم مکانیک در ۸۰۰ سال پیش] (به‌نشر آستان قدس، ۱۳۷۲)
- پژوهش دربارهٔ کره ماه (ستاد جغرافیائی ارتش)
- متد بحرانی (C.P.M) برای دانشجویان دانشگاه ملی
- دانش اخترشناسی (کتاب درسی دانشجویان علم نجوم)
- فهرست اعلام کتاب‌های فیزیک، ریاضی، نجوم، مکانیک دانشمندان گذشته ایران
- الفبای نجوم (کتاب درسی آموزشکده اخترشناسی)
- هزار سال علم نجوم در ایران
- چگونه تلسکوپ بسازیم
- سیر اختران در دیوان حافظ (امیرکبیر، ۱۳۸۰)[۱۴]
- نگرشی نوین بر غزلیات حافظ (نغمه نواندیش)
- تفسیر و تحلیل علمی از اشعار عرفانی شبستری (آوای کلار)
- اندیشه معمار از طبیعت (علم و دانش، ۱۳۹۵)
- کارهای مدرن گل و بوته در گچ‌کاری، گچبری، سنگ‌تراشی و منبت‌کاری (روزبهان)